# Xavier García Pujades
Xavier García Pujades (n. 16 de agosto de 1972) es un entrenador de baloncesto español. 

## Carrera deportiva
Xavier García Pujadas, nacido en Manresa, comenzó entrenando en la Salle Manresa y en el año 1996 en el CB i UM, las categorías de formación del Bàsquet Manresa donde ha dedicado casi toda su trayectoria profesional.
En la temporada 2000-2001 estuvo en la categoría LEB como segundo de Salva Maldonado. La campaña 2001-2002 se proclamó campeón de España sub-20 con el equipo manresano.
Xavi García también tiene experiencia con la selección española, donde fue entrenador ayudante del equipo cadete el verano de 2003.
Desde el año 2002 fue el coordinador técnico de la cantera y aquí empezó su relación con el CB Vic que durante unos años fue equipo vinculado de los manresanos.
Durante cuatro años fue segundo preparador con Ricard Casas, los tres últimos en ACB.
Tras la marcha de Ricard, fue elegido como primer entrenador del equipo en ACB la temporada 2005-2006. La cada vez más dura y más cara ACB impidió poder confeccionar un equipo para no sufrir y se consumó el descenso. Viene de estar de segundo entrenador junto a Porfirio Fisac en el Bruesa de ACB.
Su vuelta como primer entrenador fue en el Akasvayu Vic en la temporada 2007 y 2008 donde logró ascender a la LEB Oro.
En 2011 el Fundación Adepal Alcázar anuncia que Xavi García es el entrenador elegido para sustituir a Javier Juárez en la dirección del equipo de Adecco Oro.

## Clubes
- Categorías inferiores Salle Manresa
- 1996/97 a la 99/2000: CBI Unió Manresana Cadete.
- 1999/00: CB Unió Manresana Júnior.
- 2000/01 y 2001/02: Minorisa.net Manresa (LEB). Segundo entrenador, ayudante de Salva Maldonado y Ricard Casas.
- 2002/03 hasta la 2004/05: Ricoh Manresa (ACB). . Segundo entrenador ayudante de Ricard Casas.
- 2005/06. Ricoh Manresa (ACB). Primer entrenador.
- 2006/2007: Bruesa (ACB). Segundo entrenador ayudante de Porfirio Fisac.
- 2007/08: Entrenador del CB Vic (LEB Plata).
- 2008/09: Entrenador del CB Vic (LEB Oro).
- 2010/11: Entrenador del Fundación Adepal Alcázar (LEB Oro).
- 2011/12: Entrenador del Sabadell Bàsquet. Liga EBA.
- 2014/16: Entrenador del CB Martorell. Liga EBA.

## Palmarés
- Campeón de Catalunya Cadete y Júnior.
- Campeón de España Sub-20 con el Minorisa.net Manresa en la temporada 2001-2002.
- Campeón de la Liga de Verano 2003 en Alcoy con el Ricoh Manresa (Edu Riu MVP).

Campeón de Copa y Liga Leb Plata 2008. Ascenso a Leb Oro